# Evansville (Wisconsin)
Evansville é uma cidade localizada no estado norte-americano de Wisconsin, no Condado de Rock.

## Demografia
Segundo o censo norte-americano de 2000, a sua população era de 4039 habitantes.
Em 2006, foi estimada uma população de 4895, um aumento de 856 (21.2%).

## Geografia
De acordo com o United States Census Bureau tem uma área de
5,7 km², dos quais 5,6 km² cobertos por terra e 0,1 km² cobertos por água. Evansville localiza-se a aproximadamente 278 m acima do nível do mar.

## Localidades na vizinhança
O diagrama seguinte representa as localidades num raio de 20 km ao redor de Evansville.